# Darlan Alves
Darlan Alves Carneiro, mais conhecido como Darlan Alves (Brasília, 14 de Outubro de 1972) é um intérprete de samba-enredo com passagens em escolas de samba de São Paulo, que atualmente defende as cores da Estrela do Terceiro Milênio.

## Carreira
Darlan Alves passou a conviver no mundo do samba sendo ritmista da Tom Maior, mesma escola onde deu seus primeiros passos no carro de som, ao ser convidado para fazer parte da equipe de apoio e exercendo a mesma função na Águia de Ouro, Pérola Negra e retornando a escola de origem, onde teve a primeira chance de atuar como intérprete oficial e ainda como compositor. Participou da criação de sambas em escolas como Tom Maior, Águia de Ouro, Rosas de Ouro, Mancha Verde, Pérola Negra, Morro da Casa Verde e Tradição, onde foi agraciado com o Prêmio S@mba-Net de melhor samba enredo do Grupo B no ano de 2011 e fez parte do grupo Quesito Melodia, onde cantou com outros intérpretes: Carlos Júnior,  Douglinhas e Vaguinho. Também é compositor do samba de exaltação oficial da Unidos de Vila Maria e da bateria Puro Balanço (Mancha Verde).
Teve, em 2004, uma rápida passagem pela Vila Maria até o ano seguinte, ao ser convidado pela direção da Rosas de Ouro, a ser o cantor oficial da agremiação. Atuando fora do Carnaval Paulista, no ano de 2014 defendeu as escolas de samba Bonecos Cobiçados, de Guaratinguetá e Vila Alemã, de Rio Claro, permanecendo na escola de Rio Claro até o ano seguinte. No ano de 2016 atuou em Santo André, pela Tradição de Ouro. Depois de mais de dez anos, saiu do microfone oficial da Roseira e foi comandar o carro de som da agremiação da Parada Inglesa, a escola de samba X-9 Paulistana. Em 2013 fez parte do carro de som da Mocidade Independente de Padre Miguel (RJ). Em 2017 foi o intéprete mais premiado do carnaval paulistano, Prêmio SRZD, SASP, CARNAVALESCO E MELHOR DO ACESSO.
Momentos após o desfile de 2019, Darlan anunciou a sua saída da escola X-9 Paulistana . Após o lançamento do samba enredo de 2020 da Águia de Ouro (no qual Darlan é um dos compositores), a escola da Pompéia anunciou sua chegada à escola, dividindo os microfones principais com Douglinhas e Tinga.

## Títulos e estatísticas
|                  | Campeão        | Vice           | Terceiro       |
| ---------------- | -------------- | -------------- | -------------- |
| Primeira Divisão | 2006 2010 2020 | 2012 2013 2014 | 2009 2010 2015 |
| Segunda Divisão  | 2017           | —              | —              |